# ČSD 169.001
A ČSD 169.001, korábban ČSD E 499.5001, később ČD 169.001 , egy cseh Bo'Bo' tengelyelrendezésű, 3 kV DC áramrendszerű villamosmozdony volt. A Škoda gyártotta a ČSD részére 1987-ben. Összesen csak egy példány készült belőle, melyet 1997-ben selejteztek.